# Södermanlands runinskrifter 251
Runinskrift Sö 251 är en runsten som står på sin ursprungliga plats vid Klastorp i Ösmo socken på Södertörn. 
Stenen restes av två systrar som minne efter deras far. Enligt bilden från 1850-talet är den placerad ovanpå en så kallad uppallad sten.

## Inskrift
Translitterering: ÷ tisilfR × auk × ika × letu × raisa × st--n × þina × eftiR × sloþa × faþur × sin
Normalisering: DisælfR ok Inga letu ræisa st[æi]n þenna æftiR Sloða, faður sinn.
Nusvenska: Disälv och Inga lät resa denna sten efter Slode, sin fader.

## Källa
- Kulturmiljöprogram för Nynäshamns kommun. Kulturhistoriskt värdefulla områden, Länsstyrelsen i Stockholms län, 1983, Peter Bratt och Rolf Källman